# Židovská náboženská obec
Židovská náboženská obec je právní forma židovské náboženské organizace v Rakousku, Německu a Švýcarsku, historicky také v habsburské monarchii a nástupnických zemích. Na rozdíl od židovské obce a židovské politické obce má židovská náboženská obec působnost jen v náboženské oblasti.

## Habsburská monarchie a Československo
Do roku 1848 měly židovské obce v habsburské monarchii autonomii v náboženských záležitostech, zároveň však disponovaly určitou samosprávou v politických záležitostech, neboť byly oddělené od křesťanských obcí. Listina práv vydaná 4. března 1849 spolu s březnovou ústavou garantovala všem státem uznaným církvím a náboženským společnostem autonomii ve vnitřních záležitostech. Zároveň provizorní obecní zákon předpokládal sloučení židovských čtvrtí s křesťanskými obcemi v jeden samosprávný celek. Působnost židovských obcí se tak měla omezit jen na náboženské záležitosti.
Záhy po vydání těchto norem vznikl na Moravě Výbor pro reorganizaci náboženských záležitostí židů na Moravě (Comité für die Reorganisation der jüdischen mährischen Angelegenheiten), který v srpnu 1849 uveřejnil Návrh synagogálního zřízení (Entwurf einer Synagogal-Verfassung), který upravoval především otázku financování židovských náboženských obcí (nazývaných „synagogy“) a projektoval jejich uspořádání do hierarchické struktury s „zemskou synagogou“ na vrcholu. Podobné shromáždění židovských „notáblů“ se v Čechách uskutečnilo na přelomu let 1850 a 1851 a vzešel z něj Řád náboženských obcí (Cultus-Gemeinde-Ordnung), který však jakékoli hierarchické uspořádání zásadně odmítal. Kvůli vzájemné rozpornosti těchto návrhů a kvůli nástupu neoabsolutismu nebyla vydána žádná jednotná zákonná norma. Byly vydány jen normy pro jednotlivé země. V Čechách byla židovská čtvrť (Josefov) připojena k Praze a židovská obec měla dále existovat jen jako židovská náboženská obec. Norma pro Moravu taxativně vyjmenovávala 52 židovských náboženských obcí a určovala jejich způsob jejich financování.
V dalších desetiletích byly nové židovské náboženské obce zřizovány administrativními rozhodnutími, které však postrádaly zákonný podklad. Příslušný zákon o židovské náboženské společnosti (č. 57/1890 ř. z.) byl vydán až roku 1890. Podle této normy měla židovská náboženská obec pečovat o náboženské potřeby svých členů (§ 1), jimiž byly povinně všechny osoby židovského vyznání bydlící v jejím teritoriálně vymezeném obvodu (§ 2). V Rakousku je tato norma v novelizované podobě platná dodnes. Zákon o židovské náboženské společnosti byl beze změn převzat i do právního řádu československého právního řádu. Platnosti pozbyl až s vydáním církevních zákonů roku 1949.